# Фишта, Гергь

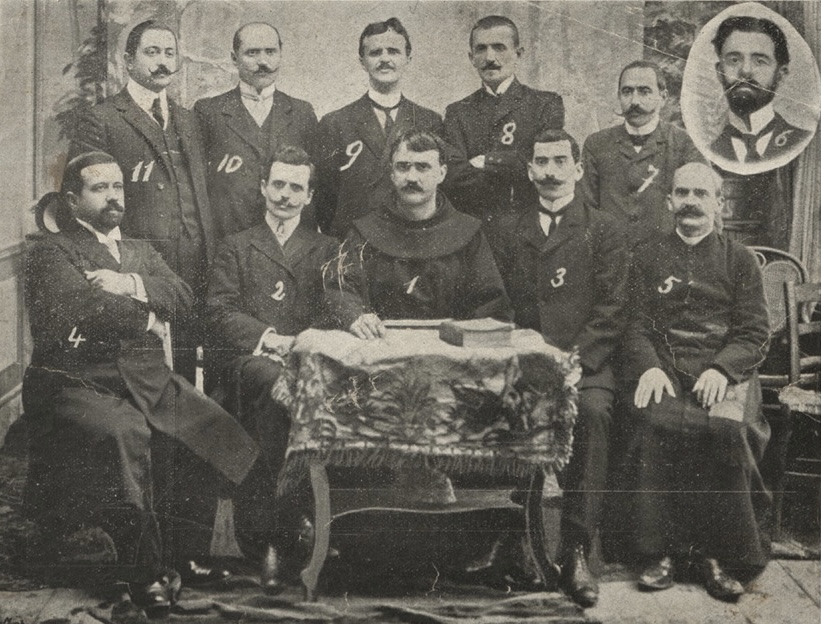
Участники конгресса в Битоле, 1908 год. Гергь Фишта находится в центре фотографии и указан под номером 1

Гергь Фишта (алб. Gjergj Fishta, 23 октября 1871, Фишта, Вилайет Шкодер, Османская империя — 30 декабря 1940, Шкодер, Албания) — деятель албанского национально-культурного просвещения, албанский поэт, переводчик, католический священник, член монашеского ордена францисканцев. Литературная деятельность Гергя Фишты способствовала развитию литературного албанского языка в его гегском варианте.

## Биография
Вступив в монашеский орден францисканцев, Гергь Фишта обучался теологии и философии в Боснии, где познакомился с хорватским поэтом Сильвие Страхимиром Краньчевичем и хорватским переводчиком Грго Мартичем. Их дружба способствовала тому, что Гергь Фишта увлёкся литературной деятельностью и заинтересовался албанской литературой. После возвращения на родину Гергь Фишта преподавал в католической семинарии в Трошани и был настоятелем прихода в Гомсиге. С 1902 года был директором французской школы в Шкодере.
В 1899 году основал культурно-просветительское общество «Башкими» (Единение). В 1908 году председательствовал на конгрессе в Битоле, где представил собственный вариант улучшения албанского алфавита.
В 1924 г. поддерживал правительство Фана Ноли. В 1939 в качестве депутата албанского парламента пытался протестовать против навязываемой Муссолини унии с Италией.

## Творчество
Впервые стал публиковаться в литературном журнале «Albania», который издавал албанский писатель Фаик Коница. В 1913 году стал издавать политико-культурный журнал «Hylli i Dritës», главным редактором которого был до своей смерти.
Главным сочинением Гергя Фишты считается поэма «Lahuta e Malcis». Согласно Роберту Элси, поэма была написана под влиянием национальных эпосов хорватов и черногорцев. Как считает Роберт Элси, Гергь Фишта заменил в своей поэме славянскую борьбу против турок на борьбу албанцев против славян. Этим сочинением, как считает Роберт Эсли, Гергь Фишта способствовал антиславянским настроениям среди албанцев. После Второй мировой войны под влиянием коммунистических властей Югославии сочинения Гергя Фишты были запрещены как антиславянская пропаганда. 
Советские литературоведение и историография представляли Гергя Фишту пособником Австро-Венгрии, выступавшего против панславизма, и описывала его деятельность в качестве католического священника как подготовку итальянского вторжения в Албанию. 

### Сочинения
- поэма «Lahuta e Malcis» (Гусли гор) (1902);
- сборник сатирических стихотворений «Ánzat e Parnasit» (Осы Парнаса) (1907);
- сатира «Anzat e Parnasit» (1907);
- сборник лирических стихотворений «Pika voeset» (Капля талого снега) (1909);
- «Pika voese më vonë ri botuar si Vallja e Parrizit» (1909);
- мелодрама «Shqiptari i qytetnuem» (1911);
- «Vëllaznia apo Shën Françesku i Assisi-t» (1912);
- сборник лирических стихотворений «Mrizi i Zanavet» (Отдых фей во время полуденного зноя) (1913);
- трагедия «Juda Makabe» (1914);
- «Gomari i Babatasit, Shkodër» (1923);
- «Mrizin e Zanave, Shkodër» (1924).